# Orbital ATK

Orbital ATK

Orbital ATK är ett amerikanskt flygföretag inom rymdindustrin och försvarsindustrin. Det bildades 2015 från fusionen av Orbital Sciences Corporation och delar av Alliant Techsystems. Orbital ATK designar, bygger och levererar rymd-, försvars- och luftfartssystem till kunder runt om i världen både som huvudkontraktör och som handelsleverantör. De har cirka 12 000 anställda som arbetar med flyg och försvar, bestående av cirka 4000 ingenjörer och forskare, 7000 tillverknings- och operationsspecialister och 1000 lednings- och administrativ personal.

## Historia
En sammanslagning av Orbital Sciences Corporation och försvars- och rymdsektionerna Alliant Techsystems (ATK) offentliggjordes den 29 april 2014. De två företagen hade samarbetat om flera tidigare projekt, bland annat användandet av 400 ATK-raketmotorer i Orbital uppskjutningsfarkost. Avtalet stängdes officiellt den 9 februari 2015. ATK:s division för sportprodukter bildade företaget Vista Outdoor samma dag.
Den 18 september 2017 tillkännagav Northrop Grumman planer på att köpa Orbital ATK för $ 7,8 miljarder i kontanter plus antagande om 1,4 miljarder dollar i skuld, i väntan på godkännande av Orbital ATK:s aktieägare och tillsynsmyndigheter.

## Organisation

### Flygsystemsgruppen
Baserat i Chandler, Arizona, innehåller Flygsystemsgruppen, Pegasus, Minotaur och Antares uppskjutningsfarkoster såväl som solid-propulsion och aerostructures-program. Företaget driver även en Lockheed L-1011 TriStar-flygplan som heter Stargazer och används för att skjuta iväg Pegasus-raketer, som bär nyttolast till rymden. Stargazerflygplanet används också för testning under specifika program.

### Försvarssystemsgruppen
En produkt av Orbital ATK: Maskinkanon M242 Bushmaster som standardbeväpning av infanterifordonet M2 Bradley. Orbital ATK har ett varumärke på termen "chain gun".
Försvarssystemsgruppen, som är baserad i Baltimore, Maryland-området, producerar taktiska missiler, försvarselektronik och mellan- och storkalibrig ammunition. Divisionen producerar också tändhattar och stridsspetsar för både taktiska missiler och ammunition, precisionsmetall och kompositkonstruktioner för ammunition i medel och stor kaliber, militära flygplan, markfordon och missilsystem, last, montering och packning (LAP) av medelkalibrig ammunition samt drivmedel och pulver för den kommersiella marknaden.

### Rymdsystemsgruppen
Orbital ATK:s rymdsystemsgrupp tillhandahåller satelliter för kommersiella, vetenskapliga och säkerhetsändamål. Denna grupp producerar också Cygnus rymdfarkoster, som levererar last till Internationella rymdstationen. Gruppen är baserad på bolagets huvudkontor i Dulles, Virginia.
Raketer
- Antares, två- eller tre-stegs, medeltung, utrustad med uppskjutningsfarkost
- Minotaur I, fyra-stegs lätt uppskjutningsfarkost
- Minotaur IV, fyrstegs liten uppskjutningsfarkost
- Minotaur V, femstegs uppskjutningsfarkost som används för geosynkrona överföringsbanor och månkorsande banor
- Minotaur VI, fem-stegs medeltung, förbrukningsbar uppskjutningsfarkost
- Minotaur-C, fyra-stegs lätt uppskjutningsfarkost
- Pegasus, luftavfyrad fyrstegs liten uppskjutningsfarkost

Raketmotorer
- GEM-40, solid raketbooster som används på Delta II-raketen
- GEM-60, solid raketbooster som används på Delta IV-raketen
- GEM-63, solid raketbooster som används på Atlas V-raketen
- GEM-63XL, solid raketbooster som används på vulkanraketen
- Castor 4, solid raket som används på Maxus sounding-raketen
- Castor 30, solid raket som används på Antares-raketen
- Castor 120, solid raket som används på Minotaur-C-raketen
- Rymdsystemsgruppens Solid Rocket Booster, baserat på rymdfärjan Solid Rocket Booster

Rymdfarkoster
- Al Yah 3, kommunikationssatellit för Al Yah Satellite Communications
- HYLAS 4, kommunikationssatellit för Avanti Communications
- SES-16, kommunikationssatellit för SES SA
- Joint Polar satellitsystem -2, väder- och miljösatellit för NASA och NOAA
- ICESat-2 , istopografisatellit för NASA
- Transiterande Exoplanet Survey Satellite (TESS), rymdteleskop för NASA
- Ionospheric Connection Explorer, vetenskapsuppdrag för NASA
- Cygnus, automatiserat lastrymdskepp
- Dawn, rymdprov för NASA som för närvarande är i omlopp runt Ceres